# Socialt arbete
Socialt arbete är arbete som inriktas på sociala problem, deras konsekvenser och lösningar.
På socionomutbildningarna i Sverige skapades efter högskolereformen 1977 också ett nytt blockämne kallat socialt arbete. I detta integrerades moment från det tidigare ämnet social metodik med bland annat psykologi, sociologi och ekonomi. Vid svenska universitet finns det idag möjlighet att läsa ämnet socialt arbete till och med doktorsnivå. Det finns också  professorer i socialt arbete.

## Definitioner på socialt arbete
Det är svårt att definiera vad socialt arbete är eftersom definitionerna skiftar mellan traditioner och länder.
Enligt en av de mer centrala forskarna kring socialt arbete, Malcolm Payne, handlar socialt arbete om (1) social förändring, (2) problemlösning för den enskilda individen och (3) att öka människors välbefinnande. Vilka delar man väljer att betona skiftar beroende på vilken verksamhet socialarbetaren befinner sig inom. Payne knyter idén om social förändring till en socialistisk tradition där det sociala arbetet försöker att uppnå en samhällsförändring. Problemlösningen bygger, enligt Payne, på en liberal idé där socialarbetarens tjänster efterfrågas av klienten, på grund av att hon upplever att hon är i behov av hjälp. Den tredje delen, menar Payne, är starkt relaterad till psykoterapi och handlar om att få människor att bättre förstå sig själva. Dessa definitioner gäller dock i första hand hos socialarbetare själva. Vad som är hjälp eller frigörande kan av andra istället betraktas som repression och paternalism.

## Det sociala arbetets historia
När socialt arbete först uppkom beror på hur man definierar socialt arbete och ur vilket perspektiv man undersöker. Menar man att socialt arbete bara kan bedrivas av personer som är utbildade hävdar man också att socialt arbete uppkom när man inrättade de första utbildningarna. Menar man att socialt arbete bedrivs av en speciell människosyn så kan man däremot hävda att socialt arbete går att spåra tillbaka till bibliska tider.
Det vi idag kallar för socialt arbete hade under 1800-talet andra benämningar, till exempel fattigvårdsarbete, välgörenhetsarbete, hjälparbete, barmhärtighetsarbete och räddningsarbete. Begreppet filantropi verkar även ha fungerat som ett slags övergångsbegrepp till begreppet socialt arbete. Termen socialt arbete förekom sällan under 1800-talet. Däremot talade man om den sociala frågan, sociala institutioner och ordnade sociala kongresser.
Den sociala frågan innefattande många olika "problem" i samhället. Vid industrialiseringen och urbaniseringen uppmärksammades en hel del saker, bland annat fattigdom, alkoholism, familjens sönderfall, barnarbete och olycksfall. Filantropin hade fortfarande ett stort inflytande i fattigvårdsarbetet. Filantropimodellen kritiserades dock av arbetarklassen som krävde insatser från offentlig sektor.
Man kanske anser att det sociala arbetet uppkom när socialarbetarutbildningarna uppkom. Viljan att hjälpa ansågs inte längre vara tillräckligt, man krävde särskilda kunskaper och metoder. Man ersatte helt enkelt filantroperna med socialarbetare. Det var från och med slutet av 1800-talet som utbildningar i socialt arbete började växa fram i Norden och i resten av Europa.
Det finns alltså motstridiga uppfattningar om när det sociala arbetet egentligen uppkom. I huvudsak finns om tre sätt att se det sociala arbetets ursprung:
1. Socialt arbete knyts till bestämda kriterier eller definitioner.
2. Förgrundsgestalter och idéströmningar.
3. Faktiskt användning.

Den första punkten utgår från att socialt arbete går hand i hand med bestämda kriterier och definitioner. Det kanske handlar om relationen mellan den som hjälper och den som sökt hjälp. Eller utgår man från definitioner. En ofta citerad definition återfinner vi i Bergmark (1998):
| ” | "Social work may be defined as an art, a science, a profession that helps people to solve personal, group (especially family), and a community problems and to attain satisfying personal, groups and community relationships through social work practice, including case work groups, group work, community organisation, administration and research." (Skidmore et al 1994, s 8) | „ |

En annan definition är:
| ” | "Social work practice is interventive action directed to purposes and guided by values, knowledge and techniques which are collectively unique, acknowledged by and identified with the social work profession." (Gorden 1962 s.5) | „ |

En kritik mot att försöka förklara socialt arbete utifrån vissa kriterier är att det helt enkelt saknas kriterier och definitioner. De som redan finns är så olika att de omöjligt kan utgöra en gemensam syn på vad socialt arbete är och det blir därmed omöjligt att spåra ursprunget. En annan invändning är att försöken att utgå från kriterier leder till en form av relativism eftersom nya historiska upptäckter gör att vi kan skjuta uppkomsten av det sociala arbetet allt längre tillbaka i historien.
Den andra punkten handlar om att definiera socialt arbete utifrån enskilda personers insatser eller som en följd av idéströmningar i samhället. Mary Richmond och Jane Addams framhålls som det sociala arbetets mödrar i många läroböcker. En del menar att Richmond och Addams även inspirerat och utvecklat två inriktningar inom socialt arbete: individinriktat respektive strukturinriktat socialt arbete. Det vanligaste är kanske att binda sociala arbetets uppkomst till filantropins utveckling och uppkomst under 1800-talet. Mycket av det sociala arbetet knyts även samman med konkreta verksamheter som kloster, religiösa ordnar och kyrkor som redan under medeltiden utvecklade det vi idag kallar social omsorgsverksamhet.
Kritiken mot dessa försök är att historien är så komplex att det inte går att hitta enskilda personer eller idériktningar som ensamma kan förklara det sociala arbetets ursprung och utveckling.
Anhängare av den tredje punkten utgår från begreppet "socialt arbete" och menar att socialt arbete ska definieras utifrån de situationer som benämns som "socialt arbete" under olika tidsperioder. Noteras bör dock att begreppet "socialt arbete" kom ganska sent. Därför alltså borde man istället använda dåtidens begrepp när man talar om socialt arbete i historisk tid, till exempel fattigvårdsarbete, hjälparbete och filantropi. En invändning till detta slags definition är att vad som är socialt arbete blir väldigt kontextbundet. Det blir svårt på att sätta gränsen för vad socialt arbete är och inte är. Det var först med Centralförbundet för Socialt Arbete (CSA) som begreppet socialt arbete skapades som ett samlingsbegrepp för alla olika sociala verksamheter (fattigvård, filantropi med mera) i Sverige.

### Från frivilligt arbete till profession
Under slutet av 1800-talet började vissa anse att det behövdes utbildning och vetenskapliga metoder för socialt arbete och vid denna tid grundades de första utbildningarna i ämnet. Den första utbildningen i Sverige hölls av Institutet för socialpolitisk och kommunal utbildning och forskning, som bildades i Stockholm 1921 på initiativ av Centralförbundet för Socialt Arbete.

### Socialt arbete som akademiskt ämne
Socialt arbete blev ett akademiskt ämne i Sverige 1977 och finns som ämne på universitet och högskolor. I dagsläget[när?] kan man studera till socionom på 16 svenska lärosäten.

## Yrkeskategorier inom socialt arbete
- Socionom
- Socialchef
- Kurator
- Socialsekreterare
- Behandlingspedagog
- Omsorgschef
- Familjerådgivare
- Socialkonsulent
- Inspektör
- Socialpedagog